# کن کراوتر
کن کراوتر (انگلیسی: Ken Crowther; ۱۷ دسامبر ۱۹۲۴ – ژوئن ۱۹۹۴) بازیکن فوتبال بود.
از باشگاه‌هایی که در آن بازی کرده‌است می‌توان به باشگاه فوتبال برنلی اشاره کرد.